# 羅伯特·約翰·韋斯頓·埃文斯
羅伯特·約翰·韋斯頓·埃文斯（英語：Robert John Weston Evans，1943年—）是威爾士學會（Learned Society of Wales）建立者及會員、英國學院會員，歷史學家。他的研究領域主要集中在中歐和東歐的後中世紀歷史，特別是1526年至1918年的哈布斯堡王朝領地。他曾在切爾滕納姆的Dean Close School和劍橋大學耶穌學院接受教育。1997年至2010年，在牛津大學任現代歷史學欽定講座教授。 他也是牛津大學奧里爾學院的成員。
他對歷史進程中語言所扮演的角色頗感興趣，現在的研究方向是1740年至1945年的匈牙利歷史，同時也涉及威爾士歷史，他是牛津大學威爾士語言學會的President of Cymdeithas Dafydd ap Gwilym。

## 出版物
- “白山對捷克文化的重要意義”，“歷史研究”，44 (1971), pp. 34-54.
- “魯道夫二世和他的世界——思想文化史研究，1576-1612”（牛津，1973）
- “中歐大學裡的人文主義和反革命”，“教育史”，3: 2 (1974)，pp. 1-15.
- “十七世紀德國的學術團體”，“歐洲歷史回顧”, 7 (1977), pp. 129–51.
- “哈布斯堡君主政體的形成，1550-1700. 一個解釋”（牛津，1979）
- “Rantzau和Welzer：德國人文主義面面觀”，“歐洲思想史”，5: 3（1984），pp. 257–72.
- “帝國統治下的文化與無政府主義，1540-1680”，“中歐史”， 18: 1（1985年3月），pp. 14–30.
- “第一次世界大戰的來臨”，羅伯特·埃文斯和Hartmut Pogge von Strandmann著（牛津，1988）
- “哈布斯堡家族和匈牙利問題，1790-1840”，“皇家歷史學會報告”，5th ser., vol. 39 (1989), pp. 41–62.
- “瑪利亞·特蕾莎與匈牙利”和“約瑟夫二世和哈布斯堡王室土地上的民族”，發表於“開明專制：十八世紀後期歐洲的改良與改良派”，H.M.斯科特（Houndmills, 1991），pp. 189–207及209-19.
- “皇冠，教堂與地產——十六十七世紀的中歐政治”，羅伯特·埃文斯和T.V.托馬斯著，（倫敦，1991）
- “文章及反思：中歐的邊境與國家認同”，“國際歷史學報告”，14: 3（1992年8月），pp. 480–502.
- “歷史的語言和語言的歷史：1998年5月11日牛津大學的一份開幕式講稿”（牛津，1998）
- “十九世紀的語言與社會：一些中歐的比較問題”，發表於“十九世紀的語言與社區”，吉倫特·H.詹金斯著（卡迪福，1999）
- “自由主義，民族主義和即將到來的革命”和“哈布斯堡君主政體下的1848”，發表於“歐洲的革命，1848-9：從改革到復古”，羅伯特·埃文斯和H. Pogge von Strandmann（牛津，2000）pp. 9–26，181-206.
- “威爾士在歐洲歷史中：一些歷史的回聲”（阿伯里斯特威斯，2001）
- “大不列顛與中東歐，1908-48——認知研究”（倫敦，2002）
- “賽切尼與奧地利”，發表於“歷史與自傳：一篇關於Derek Beals的榮耀的文章”，T.C.W.Blanning和David Cannadine（劍橋，2002）pp. 113–41.
- “一段捷克的亂世史：J. V. Polišenský”，“過去和現在”，176: 1 (2002), pp. 257-74.
- “1884年的中歐：事件與回憶”，發表於：“1848: Ereignis und Erinnerung in den politischen Kulturen Mitteleuropas”，巴巴拉·海德 與Hans Peter Hye著（維也納，2003） pp. 31–55.
- “Kossuth與Štúr：兩個民族英雄”，發表於“Lajos Kossuth Sent Word...”，László Péter, Martyn Rady和彼得·舍伍德著（倫敦，2003），pp. 119–34.
- “大不列顛與中歐，1867-1914”，羅伯特·埃文斯、Dusan Kovac和Edita Ivanickova著（布拉迪斯拉法，2003）
- “語言與國家建設：哈布斯堡王朝的案例”，“奧地利歷史年鑒”，第三十五卷,（2004）,pp. 1–24.
- “The Making of October Fifteenth：C.A. Macartney and his Correspondents”，發表於：“1848年以來不列顛與匈牙利的關係”，拉茲洛·彼得和Martyn Rady著（倫敦，2004），pp. 259–70.
- ““手稿”：中歐的政治文化與偽造文書”，發表於：“A Rattleskull Genius: The many faces of Iolo Morganwg”，吉倫特·H.詹金斯著（卡迪福，2005）pp. 51–68.
- “文藝復興到啓蒙運動的好奇與奇跡”，羅伯特·埃文斯和亞歷山大·馬爾著（奧爾德肖特，2006）
- “奧地利、匈牙利與哈布斯堡家族——中歐研究， c.1683-1867”（牛津，2006）
- “Europa in der britischen Historiographie”，發表於：“ationale Geschichtskulturen. Bilanz, Ausstrahlung, Europabezogenheit”（美因茨/斯圖加特，2006），pp. 77–93.
- “與哈布斯堡家族妥協：中歐歷史編纂的一些反映”，發表於：“中歐是否依然存在？歷史，經濟，同一性”，托馬斯·羅（維也納，2006），pp. 11–24.
- “民族主義和法西斯歐中中的捷克斯洛伐克，1918-1948”，英國學會第140號會議記錄，羅伯特·埃文斯與馬克·康沃爾著（牛津，2007）
- “繼承國”，發表於：“坎坷之路：歐洲1914-1945”，Robert Gerwarth著（牛津，2007），pp. 210–36.
- “語言的政治與政治的語言：十八世紀匈牙利的拉丁語與方言”，發表於：“漫長的十八世紀中歐洲的權力文化”，哈米斯·斯科特和布蘭登·姆斯（劍橋，2007），pp. 200–24.
- “忠誠的局限”，發表於：“忠誠的局限：哈布斯堡王朝末期的帝國符號，通俗意義上的忠誠與愛州主義”，勞倫斯·科爾和Daniel Unowsky著（紐約，2007），pp. 223–32.
- “溝通的帝國：哈布斯堡家族與他們的批評者們，1700-1919 (“The Prothero Lecture”)”，英國學會會議記錄（2009），pp. 117–38.
- “克萊頓世紀：不列顛歷史學家們與歐洲”，“歷史研究”（2009），pp. 320–39.
- “重塑中東歐歷史：國家、文化與少數民族”的“編後記”，Robert Pyrah和馬呂斯·圖爾達著（里茲，2010），pp. 155–8.
- “威爾士與更廣闊的世界：國際環境中的威爾士史”，T.M.查理斯-愛德華茲和羅伯特·埃文斯著（Donington, 2010）
- “中世紀對現代歐洲國家的作用”，羅伯特·埃文斯和Guy P. Marchal著（貝辛斯托克，2010）
- “神聖羅馬帝國：1492-1806”，羅伯特·埃文斯、Michael Schaich和彼得·H.威爾森著（牛津，2010）
- “現代中歐早期的懺悔與民族”，“中歐”, （2011年5月），pp. 2-17.
- “官方語言：簡明史前史”，發表於：“語言與歷史，語言學與歷史編纂學”，尼爾斯·蘭格，Steffan Davies和維姆·范登布斯徹著（牛津，2011），pp. 129-46.

## 外部連結
- 羅伯特·約翰·韋斯頓·埃文斯在牛津大學的網站